# Bathycongrus trilineatus
Bathycongrus trilineatus är en fiskart som först beskrevs av Castle, 1964.  Bathycongrus trilineatus ingår i släktet Bathycongrus och familjen havsålar. Inga underarter finns listade.